# Nancy Guild
Nancy Guild (née le 11 octobre 1925 à Los Angeles et morte le 16 août 1999  à East Hampton) est une actrice américaine.

## Filmographie
- 1946 : Quelque part dans la nuit (Somewhere in the Night) de Joseph L. Mankiewicz
- 1947 : La Pièce maudite (The Brasher Doubloon) de John Brahm
- 1948 : Broadway mon amour (Give My Regards to Broadway) de Lloyd Bacon
- 1949 : Cagliostro (Black Magic) de Gregory Ratoff
- 1951 : Deux Nigauds contre l'homme invisible (Abbott and Costello Meet the Invisible Man) de Charles Lamont
- 1951 : Little Egypt (en) de Frederick de Cordova
- 1953 : Francis Covers the Big Town (en) d'Arthur Lubin
- 1971 : Des amis comme les miens (Such Good Friends) d'Otto Preminger